# Kleiner Schmetterling
Kleiner Schmetterling (jap. リトル・バタフライ, Ritoru Batafurai, von engl. Little Butterfly) ist eine abgeschlossene Manga-Serie der japanischen Zeichnerin Hinako Takanaga. Sie umfasst über 500 Seiten, wurde in Japan von 2001 bis 2004 veröffentlicht und lässt sich dem Genre Boys Love zuordnen.

## Handlung
Der einzelgängerische und erwachsen wirkende Atsushi Nakahara ist ein Außenseiter, was an seinem abweisenden kühlen Verhalten liegt, das er gegenüber seinen Mitschülern auf der Mittelschule in Tokio an den Tag legt. Dies weckt jedoch das Interesse seines beliebten und etwas naiven Schulkameraden Yuki Kojima. Auf einer Klassenfahrt versucht Nakahara wegen seiner schwierigen Familienverhältnisse nach Korea zu flüchten. Nachdem er die hohen Erwartungen seiner Mutter, die ihn auf eine Privatschule schicken wollte, nicht erfüllen konnte, wurde diese immer neurotischer, und Nakaharas Eltern stritten sich oft. Er lief oft davon, kam jedoch nie weit, und sein Vater schenkte ihm immer weniger Beachtung. Kojima will ihm bei seiner Flucht helfen, aber sie verlaufen sich und die Flucht scheitert. Doch kommen sie sich so näher, und Kojima gelingt es, eine Freundschaft zu Nakahara aufzubauen. Sie lernen sich besser kennen, und auch zu Kojimas Freunden gewinnt Nakahara nun ein besseres Verhältnis.
Eines Abends tröstet Kojima Nakahara, nachdem sich dieser wieder mit seiner Mutter gestritten hat, und Nakahara gesteht seine Liebe zu Kojima. Dieser ist aber verunsichert, und nur langsam kommen sie sich näher. Schließlich entscheidet er sich dafür, mit Nakahara gemeinsam auf eine Oberschule mit Internat zu gehen. Als Nakaharas Onkel Ikuo Sugisaki aus Osaka sie besucht, beschließt dessen Schwager, dass er durch seine Firma die erbetene finanzielle Unterstützung gewährt und er dafür seine Frau und seinen Sohn aufnehmen soll. Ikuo stimmt schließlich zu, Nakahara entscheidet sich nach Kojimas Bitten aber dennoch dafür, mit ihm auf das Internat zu gehen. Schließlich haben sie das erste Mal gemeinsam Sex. Doch vor der Aufnahmeprüfung haben sie bald kaum noch Zeit füreinander, und Nakahara geht für kurze Zeit nach Osaka. Dort muss er erfahren, dass es seiner Mutter, nachdem sie von ihrer Scheidung erfahren hat, deutlich schlechter geht. Nach der Prüfung kehrt er gleich wieder nach Osaka zurück, seine Mutter hat inzwischen vergessen, dass er ihr Sohn Atsushi ist. Sie glaubt, ihr Sohn würde im Ausland studieren, und wartet auf dessen Rückkehr. Sie erzählt Atsushi immer wieder von diesem Sohn, der sich dann ebenso in diesen Vorstellungen verliert. Doch Kojima vermisst Nakahara sehr und reist schließlich zu ihm nach Osaka. Erst durch ihn und die nun gegenseitige Liebe kann sich Nakahara von seiner Mutter lösen und fährt mit seinem Geliebten zurück nach Tokio. Dort besuchen beide die Abschlussfeier der Mittelschule und freuen sich auf die gemeinsame Zeit auf der Oberschule.

## Veröffentlichungen
Kleiner Schmetterling erschien in Japan von 2001 bis 2004 in Einzelkapiteln im Manga-Magazin Gush, das vom Kaiosha-Verlag herausgegeben wird und sich auf Liebesgeschichten zwischen homosexuellen Männern spezialisiert hat. Der Verlag brachte die etwa 400 Seiten umfassenden Einzelkapitel auch in drei Sammelbänden heraus.
Der Manga wurde unter anderem ins Englische und Deutsche übersetzt.
Auf Deutsch wurden die drei Bände von August 2005 bis Januar 2006 von Tokyopop veröffentlicht. Der erste Band stand im August 2005 auf Platz vier und im September 2005 auf Platz zehn der monatlichen Manga-Verkaufscharts in deutschen Buch- und Comicläden; der zweite Band kam im Oktober 2005 auf Platz drei und November 2005 auf den fünfzehnten Rang; der dritte Band kam im Januar 2006 auf den dritten Platz. Im März 2007 wurde der komplette Manga erneut als Einzelband herausgebracht. Aufgrund des Erfolgs der Serie veröffentlichte Tokyopop weitere Werke von Hinako Takanaga.
Von Hinako Takanaga erschien auch das Artbook Kleiner Schmetterling & mehr, das im Juni 2014 auch auf Deutsch herauskam.